# Ferdynand Gonzaga
Ferdynand Gonzaga (ur. 1610, zm. 25 maja 1632 w Charleville-Mézières) – młodszy syn księcia Nevers Karola I Gonzagi i Katarzyny, córki Karola Lotaryńskiego, księcia de Mayenne.
Po śmierci swojego starszego brata Karola II, Ferdynand odziedziczył jego tytuły księcia de Mayenne i d'Aiguillon, markiza de Villars, hrabiego Maine, Tende i Sommerive. Zmarł jednak już w następnym roku.
Nigdy się nie ożenił i nie pozostawił potomstwa. Prawie wszystkie jego tytuły odziedziczył jego bratanek, Karol III Gonzaga. Nie odziedziczył tylko tytułu księcia d'Aiguillon, który został wcielony do Korony francuskiej przez kardynała Richelieu.